# Kazimierz Józef Narbutt
Kazimierz Józef Narbutt herbu Trąby (zm. 1767) – marszałek lidzki w latach 1752-1768, stolnik lidzki w latach 1750-1752, surogator ziemski lidzki w latach 1748-1752, miecznik lidzki w latach 1729-1750.
Poseł powiatu lidzkiego na sejm 1746 roku.